# Margarete Schuster
Margarete Adele Caroline Elisabeth Schuster (* 21. Mai 1899 in Oldenburg; † 9. Februar 1978 in Hamburg) war eine deutsche Gemeindehelferin und Pastorin. Sie war eine der ersten Frauen, die als Theologin in Hamburg wirkte, wenngleich sie keine ihrer Bedeutung entsprechende Bezahlung und Stelle erhielt.

## Leben und Wirken
Der Vater von Margarete Schuster war ein Gymnasialprofessor, der früh verstarb. Schuster absolvierte, von finanziellen Problemen begleitet, ein Studium der Theologie. Nach dem ersten theologischen Examen 1925 an der Universität Erlangen bestand sie 1930 an der Universität Hamburg das zweite Examen. Ab 1926 war sie als Gemeindehelferin an der St. Michaeliskirche tätig. Sie betreute dort Jugendliche, gab Kindergottesdienste, arbeitete in der Frauenhilfe und übernahm die Seelsorge für aus der Kirche ausgetretene Personen oder nicht kirchlich verheiratete Paare sowie Eheleute, die ihren Nachwuchs nicht zur Taufe brachten. Außerdem unterrichtete sie mitunter Konfirmanden und hielt Bibelstunden in der Gemeinde. Außerdem stellte sie Kontakte zu Betreuern von Familien, ledigen Personen und 
Pflegekindern her. Sie übernahm Gänge zu Behörden und betreute in der Jugendarbeit ihrer Gemeinde drei „Jungmädchenvereine“. 1928 gab sie auch Religionsunterricht in der ersten und zweiten Klasse der Wetkenschen Schule.
1947 erhielt Schuster eine für sie neu eingerichtete Planstelle als Pfarramtshelferin. Der Kirchenvorstand räumte ihr dabei keinen freien Wochentag ein. Am 1. Juli 1950 ging sie aus gesundheitlichen Gründen offiziell in den Ruhestand, kümmerte sich jedoch auch nach ihrer Pensionierung weiterhin um das Gemeindeleben. 1969 wurde sie zur „Pastorin i.R.“ ernannte, nutzte jedoch die damit verbundenen Rechte nicht mehr.